# シャイニング・フォース クロス
シャイニング・フォース クロス（Shining Force CROSS）は、2009年にセガ・インタラクティブ（2015年3月まではセガ）から発売されたアーケード用アクションRPG。略称は「SFC」。ここでは『シャイニング・フォース クロス』と名付けられたシリーズ全作品について記述する。

## シリーズ作品
- シャイニング・フォース クロス（Shining Force CROSS）：2009年12月3日稼働開始
- シャイニング・フォース クロスレイド（Shining Force CROSS RAID）：2010年11月25日稼働開始
- シャイニング・フォース クロスエリュシオン（Shining Force CROSS ElysioN）：2012年3月15日稼働開始
- シャイニング・フォース クロスエクレシア（Shining Force CROSS EXLESIA）：2013年6月20日稼働開始。
- シャイニング・フォース クロスエクレシア ゼニス（Shining Force CROSS EXLESIA Zenith）：2014年8月5日稼働開始。クロスエクレシアの大型アップデート版で、最終バージョン。

## 概要
セガの人気RPGシリーズ『シャイニング・シリーズ』としては初めてのアーケード向け作品である。
1人用の「シナリオモード」の他、ALL.Netを使って店内や全国のプレーヤーと最大4人で協力してクエストを攻略する「協力モード」があり、気軽にネットワークRPGが楽しめる。シナリオモードのシナリオは『シャイニング・フォース イクサ』の火野峻志が担当している。
『Quest of D』（クエスト オブ ディー、以下クエD）シリーズの開発スタッフ（かつてのSEGA-AM2に該当するチーム）が開発を手掛けており、ゲームの流れや操作性など、クエDに共通するところが多数見受けられるが、使用するカードがデータ保存用のICカードのみになり、トレーディングカードが廃止されたことが大きな違いでもある。
シナリオモードのシナリオは稼働段階で8章（及び外伝2章）、協力モードのクエストは同じく3ステージしか無かったが、2010年1月より順次追加配信されている。
筺体は『ボーダーブレイク』から使用されたRINGEDGE用の新しい汎用筺体を使用しており、タッチパネル及びアナログレバー+5つのボタンを使用して操作する。ボタン配置もクエDと共通しているが、新たにJUMPボタンが追加されており、ジャンプを用いたアクションも行える。
2010年11月25日には続編となる新バージョン『シャイニング・フォース クロスレイド』が稼働開始され、新たなシナリオ・種族・武器などが追加された。
また2012年1月30日付の公式サイトのスタッフブログにて、シリーズ3作目となる次期バージョンの『シャイニング・フォース クロスエリュシオン』が開発中であることが明らかにされ、同年2月18日開催の「AOU2012 アミューズメント・エキスポ」でのお披露目を経て、2012年3月15日に稼働開始された。
2016年11月1日の4:00を以って、ネットワークサービス終了。これに先立ち本筐体用にMJ5R(現在のMJAC)へのコンバージョンキットが発売されており、これを用いてMJ5Rに改造・流用されている場合もあれば、コンバージョンせずにそのまま撤去されている場合もある。MJ5Rにコンバージョンしなかった筐体は、2017年3月31日をもって修理サポートを終了している。

## シナリオモード
シナリオモードは『クロス』から実装されている第1章「エデン編」と『クロスレイド』稼働時から開始された第2章「ガイア編」に分けられており、「エデン編」をすべてクリアしないと「ガイア編」に進むことができない。各シナリオをSランクでクリアすると、高難度のハードモードでプレイできるようになる。さらに、全てのシナリオのハードモードでSSランククリアすると、ボーナスシナリオが遊べるようになる。
尚「エデン編」は『クロスレイド』稼働前に完結し、「ガイア編」は『クロスエクレシア』稼働前に完結した。

## 登場人物
主人公（自分で作成するプレイヤーキャラクター）以外でシナリオモードに登場する主なキャラクター。尚、主人公の声は男女で6種の声が選択出来るが明確な担当に関しては不明。
エデン編に登場するキャラ
- リリス（声：豊口めぐみ） - 本作のヒロイン。背中に羽が生えており、空マナの生命体。ガイア編では、イストリアの魔女として主人公と対峙する。
- ブラッド（声：柿原徹也） - 主人公の悪友でありライバル的な存在。
- 評議長（声：関俊彦） - 主人公が所属するトレジャーハンターギルドの評議長。
- ルシフェル（声：羽多野渉） - 大剣を携えた魔族。エデン編のボス。

ガイア編から登場するキャラ
- ベランシカ（声：柚木涼香） - エルフの戦士で、ミスクの母。
- ミスク（声：下田麻美） - エルフの子供。
- クロノス（声：関俊彦） - 時マナの生命体。ガイア編のボス。

その他のキャラクター
※声優は、クロスエリュシオンから。之前は声優無し。
- ルナ（声：加藤英美里） - 鍛冶屋。
- メル（声：下田麻美） - 鍛冶屋見習いで、ルナの妹。
- クラン（声：中尾隆聖） - 鍛冶屋。ルナとメルの父親。

## ゲームの流れ
1. カード販売機でICカードを300円で購入する（プレイするにはICカードが必須）。
2. ICカードを筺体のカードスロットに挿入する。
3. 初回のみ、プレーヤーキャラクターを作成する。
種族(クロスVer.B以降)・名前・性別・声・顔・髪型・体型・初期装備武器が設定できる。種族・名前・性別以外は初回プレイ後も「キャラカスタマイズ」でいつでも変更が可能である（連動サイト「SFC.NET」に会員登録すれば、名前はいつでも変更が可能で、種族もクロスVer.D以降は条件付きで転生が可能になったが、性別は一切変更が不可である）。
4. コインを投入してGP（ゲームポイント）を購入する（SFCE Ver.B以降[3]）。各モードは消費GPが異なっている。
5. 各ゲームモード、通常モード（シナリオ、全国協力、店内協力、チーム・師弟協力、イベント(開催中のみ)）エリュシオンモード（開催中のみ）を選択し、次にプレイするシナリオもしくはクエストを選択する。
6. アイテム整理画面で、装備する武器・防具や持っていくアイテムを選択する。
7. ゲーム開始。
8. 条件を満たしてゲームをクリア。
9. リザルト画面が表示され、そのシナリオ（クエスト）での冒険の内容がランクで評価され、ここで経験値もまとめて得られるようになっている。
10. 再びアイテム整理画面になり、冒険中に獲得した素材アイテムを使って新たな武器・防具を生産したり、アイテムを売却したりすることができる。生産を開始したアイテムは、次回のプレイ時のゲーム前のアイテム整理画面にて完成されている（ゲーム前のアイテム整理画面の時点で生産を開始したアイテムは、ゲームクリア後の整理画面で完成している）。
11. 再びGP購入画面になり、GPを追加購入（ゲームプレイ最中でも購入可能）するか、GPを破棄してゲームを終了するかが選択できる。
12. ゲーム終了を選択したら、ゲームが終了され、ICカードが排出される。

## 種族・武器・スキルについて

### プレイヤーキャラの種族
- ヒューマン - 『クロス』稼働開始時から存在する種族。平均的な能力を持つ万能型。
- ビーストハーフ - 『クロス』Ver.Bより追加。パワーに優れている。得意武器はナックル・ハンマー。性別は当初は女性のみだったが、クロスレイドVer.Aで男性が追加された。
- エルフ - 『クロスレイド』より追加。MPと知力が高い。得意武器はタガー・魔導器。
- バードリング - 『クロスレイド』より追加。器用度が高い。得意武器は魔導銃・フレイル。
- ダークレイス - 『クロスエリュシオン』より追加。腕力と知力が高い。得意武器は両手剣・魔装。クロスエリュシオンVer.Bで男性が追加された。

### 武器
プレイヤーが使用できる武器は大きく8種類ある。後述のスキルを使った特殊攻撃も出来る。
- 両手剣 - 安定した性能を持っており、初心者向け。
- 魔導銃 - 遠距離攻撃を得意としている。
- ハンマー - 攻撃力が一番高いが、攻撃速度は遅い。
- フレイル - 鎖のような武器。トリッキーな攻撃ができる。
- ナックル - 格闘に特化した武器。
- タガー - 2本の短剣で、全方位攻撃を得意としている。
- 魔導器 - 『クロスレイド』より追加。魔法を放つことができ、属性チェンジも可能。
- 魔装 - 『クロスエリュシオン』より追加。形状チェンジが可能で、使用できるスキルが変化する。エリュシオンモードは鎌形体のみ固定。

### スキル
スキルは3種類あり、キャラクター作成時は「バランス」しか選択できないが、特定のレベルアップに応じて「オフェンス」「ディフェンス」が選択可能になり、さらにレベルアップすれば、メインスキルとサブスキルという形で、スキルを2つ使用することができる（同時使用は不可）。
- バランス - その名の通りバランスの取れたスキルで二段ジャンプが出来、基本アクションが全て使用可能。得意武器がある種族に限り、専用スキルが使える。
- オフェンス - 攻撃に特化している。一部の回避行動に制限がある。
- ディフェンス - 防御に特化している。ガードが使用可能。

## その他の特徴
- 本ゲームはQuest of D運営に於ける反省点を活かし、それまでハードコアなユーザー中心であったゲームをライトユーザー中心へと方向転換を図った。その為全体的な難易度はかなり低く、Quest of Dから転向したプレイヤーからは難易度が物足りないと言った声が多数出た。(特に稼働直後は全国オンラインクエストのボスが10秒以内で沈むという光景が当たり前であり、その後も極端に大きな難易度上昇は行わなかった。)
- 武器や装備は直接的なドロップではなく、クエストでは素材を回収し、メニュー画面の工房から作成する仕様へと変化した。
- アップデートで新規装備が追加されると、新規追加のアンコモン装備の未強化がそれまでのレア分類、最強装備の最高強化を軽く超えてしまったり、やりこみプレイにはあまり向いていない(報われない)仕様であった。
- 同一アイテムはアイテム整理画面に於いて、ドラッグして数秒間アイテム同士を重ねると「合成」が可能である。合成はアイテムのグレードにより合成経験値が与えられ、一定経験値以上になると合成値が上がり強化される(+1、+2などと表記される。最大値は+10)。最大値まで合成されたアイテムに、特殊アイテムを使用する事で更に強化(オーバーエンチャント)させる事も可能。しかし同一アイテムでも開発時に基本能力や追加能力が全く異なるため、それなりの装備を作成しようとするとかなりの試行回数が必要となる。
- ゲーム中、プレイヤーをサポートしてくれる「妖精」が存在する。妖精の卵は特定のシナリオをプレイする事で入手でき、SFC.NETに登録する事で育成させることができる。妖精には様々なタイプがあり、卵から孵化した時の育成具合で変化する。妖精はプレイヤーのHP、MPの回復、ステータス強化などを行う。

## 連動サイト"SFC.NET"
iモード/Yahoo!ケータイ/EZweb/PC向けサイトである"SFC.NET"に登録することで、以下に挙げる特典やサービスが利用できた。2016年11月1日のネットワークサービス終了後も一部コンテンツを除きサービスが継続されていたが、2017年2月28日の16:00をもってサービスが完全に終了した。
1. プレイヤーネーム（名前）や自己PR、チャットメッセージなどの変更。
2. チームの作成・及び参加
チームに所属すると、ゲームに於いて「チーム協力モード」も選択可能になる。
3. オークションやアイテム取引が可能になる。
4. 連動コンテンツ「トレジャーファインダー」
5. 妖精の育成。
6. クエDの連動コンテンツ「D.NET」にクエDのカードを登録している場合は、SFC.NET上でD.NETの利用も可能。
7. トレジャーカプセル(いわゆる「ガチャ」、課金が必要)でアイテムの生産が有利になるアイテムをゲットできる。
8. NET上でしか生産できないアイテムも存在する。

## スタッフ
- ディレクター：松山雄介
- プロデューサー：佐藤達也
- イラストレーター：masaki
- ストーリー構成：火野峻志
- 主題歌
  - クロス：水樹奈々『十字架のスプレッド』
  - クロスレイド：下田麻美『TRIBE』
  - クロスエリュシオン：下田麻美『awake』
  - クロスエクレシア：明坂聡美『R.E.D』
- ナレーション：水樹奈々
- その他の声の出演者：鷹嘴翼、堂坂晃三、根本圭子、成田紗矢香、恒松あゆみ、きのしたゆうこ、水樹奈々、三宅健太

## バージョンアップ履歴
尚、シナリオやクエストの追加は下記バージョンアップのタイミングに関係無く順次行われている。

### シャイニング・フォース クロス
- Ver.1.05
2010年2月8日稼働開始。
ネームエントリー・キャラメイク・アイテム整理・コンティニューカウント等の時間の調整。
- Ver.A
2010年2月26日稼働開始。
配信済みの一部のクエストに於いて新たな防具が追加されている。
- Ver.B
2010年4月8日稼働開始。
新種族「ビーストハーフ」の追加。
一部スキルの調整を実施。
スキルタイプのレベルに応じ、特殊効果が出るようになる。
シナリオモードのみ1コイン（100円）でスタートできる料金設定の追加。
一部アイテムのデザイン変更。
- Ver.C
2010年5月18日稼動開始。
クレジット消費制からプレイチケット購入制に変更。5クレジットでチケットを購入すると、素材アイテムを入手（チケットとシナリオモードのみ料金設定が可能）。
序盤のシナリオに限り、クリア報酬に回復アイテム（ライフ回復小）がもらえるようになる。
全てのモードでコンティニューをすると、復帰後に回復アイテム（ライフ回復中）がもらえるようになる。
- Ver.D
2010年7月1日稼動開始。
シナリオモードに高難易度のハードモードが追加。
一部スキルの調整。また、全ての協力クエストでの武器習得度が上方修正。
配信済みの一部の協力クエストに於いて店内とチーム専用に変更。
チーム協力モードが「チーム/師弟協力モード」に変更（SFC.NETに師弟システムを導入）。
種族転生が可能になる（トレジャーコイン&イベントクレスト複数枚必要。またSFC.NETに入会する必要がある）。

### シャイニング・フォース クロスレイド
- Ver.1
2010年11月25日稼働開始。
新種族「エルフ」「バードリング」の追加。
新武器タイプ「魔導器」の追加。
レア装備品よりも強力なベリーレア装備品が登場。
レベル上限が50までになり、以降はリセットされ再度レベル1からのスタートとなる。但しリセットをするかしないかは選択可能で、リセットした場合はリセット特典が得られる。
新フォーススキルの追加。
「イベントモード」を追加。これまで行われたことのあるイベントに加え、最大6人が参加可能な「大防衛戦」等の新規協力イベントも追加。各種イベントは定期的に行われる。
シナリオモード第2章「ガイア編」の開始。
新協力ダンジョンの追加。
合成レベル最大の装備品をさらに強化できる「オーバーエンチャント」システムを投入。これはクエDにもあったシステムで、クエDとは違い、合成失敗はない。
プレイヤーをサポートしてくれる「妖精」を追加。連動サイト「SFC.NET」で成長可能。これはクエDの召喚獣を踏襲している。
- Ver.1.01
2010年12月27日稼動開始。
各種バランスの調整。
特定条件下でモンスターを討伐するのが困難になり、クエスト進行に弊害が出る不具合を修正。
一時的に使用不可にしていたフレイルスキルが使用できるように変更。
- Ver.1.02（バランス調整版）
2011年3月10日稼動開始。
一部スキルの調整。ダガー・フレイルは上方、魔導銃は上下双方、魔導器は下方修正。
- Ver.A
2011年6月14日稼動開始。
ビーストハーフに男性版追加（性能、得意武器は女性版と同じ）。
全ての協力クエストの難易度を調整。
全てのスキルの性能を調整。
新規協力クエスト、新規装備アイテム追加。
武器特性を追加（条件を満たすことで発動。武器によって異なる）
全攻撃をシングルヒット攻撃、マルチヒット攻撃に振り分け。
レベルアップに必要な経験値テーブルが変更（LV50までの必要経験値は変更無し）。
鎧と重装の兜を強化し＋10になった際のボーナスを変更。
コモン、アンコモン装備品の初期値、強化時のパラメータを変更。
ブーストモードを追加（7月16日より）。各モードの必要チケットからさらに+1枚追加消費することで獲得経験値や熟練度が増加される。
- Ver.A修正版
2011年7月21日稼働開始。
プレイ中のタッチパネルの認識を大幅に改善。
アイテム整理画面のパラメータシミュレートを一部修正。
妖精の粉で治せる状態異常を追加。
一部武器のスキルを調整。
- Ver.A Rev.02
2011年8月5日稼働開始。
特定のEXクエストで発生した不具合を修正。
- Ver.A Rev.02修正版
2011年8月25日稼働開始。
モンスター討伐時に獲得できる素材がドロップしなくなる不具合を修正。
Ver.A Rev.02の時とは別のEXクエストで発生した不具合を修正。
- Ver.A Rev.03
2011年9月6日稼働開始。
一部サウンドデータを調整。
- Ver.B
2011年11月16日稼働開始。
ダメージ計算式、スキルの調整。
一部スキルのモーション変更。
ガード時の展開・消費MP変更、回避行動の無敵時間変更。
他多数。
- Ver.B Rev.04
2011年11月19日稼働開始。
アイテム名を一部修正。
モンスターのパラメーターを調整。
ゲームバランスを調整（2012年1月1日より）。
アシストモードを追加（1月10日より）。各モードの必要チケットからさらに+2枚追加消費することで獲得経験値・熟練度に加え、獲得金貨や素材・クリア報酬宝箱が増加される。

### シャイニング・フォース クロスエリュシオン
- Ver.2
2012年3月15日稼働開始。
新種族「ダークレイス」、新武器「魔装」の追加。
新プレイモード「エリュシオンモード」を追加。これまでのプレイモードは「通常モード」と区分けされている。
- SFCE調整版（Ver2.02）
2012年4月20日稼働開始。
各種ゲームモード、武器スキルの調整。
- Rev.05(Ver2.02 Rev.05)
2012年5月17日稼働開始。
各ゲームモード、クリア報酬、獲得経験値、獲得熟練度の調整。
- Ver.A(Ver2.03)
2012年7月3日稼働開始。
各ゲームモードのバランス調整。
通常モードでの全ての武器の特性を新しく追加。既存の武器特性と切り替えで使用できる。
アシストモードに新項目追加。（8月1日より）
- Ver.A Rev.06(Ver2.03 Rev.06)
2012年8月17日稼働開始。
全ゲームモード、パラメータ更新。
- Ver.B(Ver2.04)
2012年10月4日稼働開始。
「ダークレイス」男性版追加。
プレイチケット撤廃。全ゲームモードGP制に統合。
アイテム整理画面に新機能追加。
ディフェンススキルのフォース攻撃に追加技が加わった。2段ジャンプ時の攻撃方法の変更。
全ての武器のスキル調整。各ゲームモードのバランス調整。
- Ver.C
2013年1月稼働開始。